# Nur nicht mucken
Nur nicht mucken ist eine Polka française die Johann Strauss Sohn (op. 472) zugeschrieben wird. Das Werk wurde im Sommer 1897 in Wien von Militärkapellen erstmals aufgeführt.

## Einzelnachweis
1. ↑  Quelle: Englische Version des Booklets (Seite 115) in der 52 CDs umfassenden Gesamtausgabe der Orchesterwerke von Johann Strauß (Sohn), Hrsg. Naxos (Label). Das Werk ist als neunter Titel auf der 44. CD zu hören.